# Malmö FF 1920/1921
Säsongen 1920/1921 var den första säsongen Malmö FF tävlade i en nationell division. Svenska Fotbollförbundet anordnade de nationella divisionerna, där de bästa klubbarna i landet skulle spela. Innan 1920 spelade endast vissa klubbar, främst klubbar från Stockholm och Göteborg i Svenska Mästerskapet, som spelades enligt cupformat fram tills införandet av Allsvenskan 1924. Det var den första säsongen Malmö FF spelade i det himmelsblåa matchstället. Klubben deltog i Division 2 Sydsvenska Serien, där de slutade på första plats och blev uppflyttade till Division 1 Svenska Serien Västra inför säsongen 1922/1923.

## Spelare

### Spelarstatistik
| Nr | Nat     | Pos | Spelare           | Totalt  | Totalt | Div 2 Sydsvenska Serien | Div 2 Sydsvenska Serien |
| Nr | Nat     | Pos | Spelare           | Matcher | Mål    | Matcher                 | Mål                     |
| -- | ------- | --- | ----------------- | ------- | ------ | ----------------------- | ----------------------- |
|    | Sverige |     | Axel Håkansson    | 10      | 0      | 10                      | 0                       |
|    | Sverige |     | Ebbe Löfgren      | 10      | 0      | 10                      | 0                       |
|    | Sverige |     | Johan Sjöberg     | 10      | 0      | 10                      | 0                       |
|    | Sverige |     | Carl Andersson    | 10      | 0      | 10                      | 0                       |
|    | Sverige |     | Hilding Andersson | 9       | 2      | 9                       | 2                       |
|    | Sverige |     | Johan Andersson   | 9       | 12     | 9                       | 12                      |
|    | Sverige |     | Wilhelm Nilsson   | 9       | 0      | 9                       | 0                       |
|    | Sverige |     | Olof Ringdahl     | 9       | 5      | 9                       | 5                       |
|    | Sverige |     | John Torstensson  | 8       | 0      | 8                       | 0                       |
|    | Sverige |     | Fredrik Lindblad  | 8       | 9      | 8                       | 9                       |
|    | Sverige |     | Gösta Nilsson     | 7       | 1      | 7                       | 1                       |
|    | Sverige |     | Carl Florin       | 4       | 0      | 4                       | 0                       |
|    | Sverige |     | Hilder Svensson   | 4       | 1      | 4                       | 1                       |
|    | Sverige |     | Otto Nyberg       | 1       | 0      | 1                       | 0                       |
|    | Sverige |     | Harald Olsson     | 1       | 0      | 1                       | 0                       |
|    | Sverige |     | Helge Burén       | 1       | 0      | 1                       | 0                       |

## Klubb

### Övrig information
| Ordförande                        | Janne Johansson |
| Arena (kapacitet och dimensioner) | Malmö IP ( / )  |

Senast uppdaterad: 17 oktober
Källa: Malmö FF och Malmö IP

## Tävlingar

### Sammanfattning
| Tävling                      | Första omgången              | Nuvarande position / omgång | Slutgiltig position / omgång  | Första matchen | Sista matchen   |
| ---------------------------- | ---------------------------- | --------------------------- | ----------------------------- | -------------- | --------------- |
| Division 2 Sydsvenska Serien | —                            | —                           | Vinnare                       | 2 maj 1920     | 1 juni 1921     |
| Svenska mästerskapet         | Andra kvalificeringsomgången | —                           | Tredje kvalificeringsomgången | 5 juni 1921    | 10 augusti 1921 |

Senast uppdaterad: 17 oktober
Källa: Tävlingar

### Division 2 Sydsvenska Serien

#### Ligatabell
| Nr | Lag             | S  | V | O | F | GM | IM | MS  | P  |
| -- | --------------- | -- | - | - | - | -- | -- | --- | -- |
| 1  | Malmö FF        | 10 | 7 | 1 | 2 | 31 | 20 | +11 | 15 |
| 2  | Landskrona BoIS | 10 | 6 | 1 | 3 | 28 | 19 | +9  | 13 |
| 3  | IS Halmia       | 10 | 4 | 1 | 5 | 19 | 21 | −2  | 9  |
| 4  | Jönköpings IS   | 10 | 4 | 0 | 6 | 18 | 28 | −10 | 8  |
| 5  | Husqvarna IF    | 10 | 4 | 0 | 6 | 18 | 29 | −11 | 8  |
| 6  | IFK Hälsingborg | 10 | 3 | 1 | 6 | 23 | 20 | +3  | 7  |

#### Resultatsammanfattning
| Sammanlagt | Sammanlagt | Sammanlagt | Sammanlagt | Sammanlagt | Sammanlagt | Sammanlagt | Sammanlagt | Hemma | Hemma | Hemma | Hemma | Hemma | Hemma | Borta | Borta | Borta | Borta | Borta | Borta |
| S          | V          | O          | F          | GM         | IM         | MS         | P          | V     | O     | F     | GM    | IM    | MS    | V     | O     | F     | GM    | IM    | MS    |
| ---------- | ---------- | ---------- | ---------- | ---------- | ---------- | ---------- | ---------- | ----- | ----- | ----- | ----- | ----- | ----- | ----- | ----- | ----- | ----- | ----- | ----- |
| 10         | 7          | 1          | 2          | 31         | 20         | +11        | 15         | 5     | 0     | 0     | 17    | 6     | +11   | 2     | 1     | 2     | 14    | 14    | 0     |

Senast uppdaterad: 17 oktober

#### Resultat efter omgång
| Omgång    | 1 | 2 | 3 | 4 | 5 | 6 | 7 | 8 | 9 | 10 |
| --------- | - | - | - | - | - | - | - | - | - | -- |
| Spelplats | H | B | B | H | H | B | H | B | B | H  |
| Resultat  | V | F | V | V | V | O | V | F | V | V  |

#### Matcher
| Omgång 1 2 maj 1920 | Malmö FF                | 3 – 0 | IS Halmia | Malmö                         |  |  |
|                     | Lindblad , J. Andersson |       |           | Arena: Malmö IP Publik: 1 277 |  |  |
|                     |                         |       |           |                               |  |  |

| Omgång 2 13 maj 1920 | IFK Hälsingborg | 4 – 1 | Malmö FF     | Hälsingborg    |  |  |
|                      |                 |       | J. Andersson | Arena: Olympia |  |  |
|                      |                 |       |              |                |  |  |

| Omgång 3 18 Maj 1920 | Landskrona BoIS | 1 – 5 | Malmö FF              | Landskrona |  |  |
|                      |                 |       | Lindblad , Ringdahl , | Arena: ?   |  |  |
|                      |                 |       |                       |            |  |  |

| Omgång 4 6 juni 1920 | Malmö FF                      | 4 – 0 | Husqvarna IF | Malmö                         |  |  |
|                      | J. Andersson , sjm.′ Ringdahl |       |              | Arena: Malmö IP Publik: 1 079 |  |  |
|                      |                               |       |              |                               |  |  |

| Omgång 5 13 juni 1920 | Malmö FF                | 3 – 2 | Jönköpings IS | Malmö                       |  |  |
|                       | J. Andersson , Svensson |       |               | Arena: Malmö IP Publik: 679 |  |  |
|                       |                         |       |               |                             |  |  |

| Omgång 6 24 oktober 1920 | IS Halmia | 3 – 3 | Malmö FF                    | Halmstad           |  |  |
|                          |           |       | J. Andersson Nilsson Nyberg | Arena: Örjans Vall |  |  |
|                          |           |       |                             |                    |  |  |

| Omgång 7 7 november 1920 | Malmö FF                             | 5 – 3 | Landskrona BoIS | Malmö                         |  |  |
|                          | J. Andersson , H. Andersson Ringdahl |       |                 | Arena: Malmö IP Publik: 1 022 |  |  |
|                          |                                      |       |                 |                               |  |  |

| Omgång 8 15 maj 1921 | Husqvarna IF | 4 – 2 | Malmö FF              | Huskvarna |  |  |
|                      |              |       | Lindblad J. Andersson | Arena: ?  |  |  |
|                      |              |       |                       |           |  |  |

| Omgång 9 16 maj 1921 | Jönköpings IS | 2 – 3 | Malmö FF                | Jönköping                |  |  |
|                      |               |       | Lindblad , H. Andersson | Arena: Stadsparksvallen? |  |  |
|                      |               |       |                         |                          |  |  |

| Omgång 10 1 juni 1921 | Malmö FF              | 2 – 1 | IFK Hälsingborg | Malmö                       |  |  |
|                       | J. Andersson Lindblad |       |                 | Arena: Malmö IP Publik: 784 |  |  |
|                       |                       |       |                 |                             |  |  |

### Svenska mästerskapet
| Andra kvalificeringsomgången 5 juni 1921 | Malmö FF                     | 3 – 1 | IFK Hässleholm | Malmö                       |  |  |
|                                          | Ringdahl Florin H. Andersson |       |                | Arena: Malmö IP Publik: 423 |  |  |
|                                          |                              |       |                |                             |  |  |

| Tredje kvalificeringsomgången 10 augusti 1921 | Landskrona BoIS | 6 – 4 | Malmö FF                         | Landskrona |  |  |
|                                               |                 |       | Ringdahl , Lindblad H. Andersson | Arena: ?   |  |  |
|                                               |                 |       |                                  |            |  |  |